# Athyrium brevifrons
Athyrium brevifrons är en majbräkenväxtart som beskrevs av Takenoshin Nakai och Masao Kitagawa. Athyrium brevifrons ingår i släktet Athyrium och familjen Athyriaceae. Inga underarter finns listade.